# North American F-86 Sabre
North American F-86 Sabre, undertiden kaldet Sabrejet, er et overlyds jetdrevet jagerfly. Det blev produceret af North American Aviation, og er bedst kendt som den første jager fra USA med pilformede vinger, der var i stand til at matche den sovjetiske MiG-15 under luftkampe i høj hastighed. Set som en af de bedste og vigtigste jagere under Koreakrigen, blev F-86 også vurderet højt i sammenligning med jagere fra andre tidsepoker. Selv om flyet blev udviklet sidst i 1940erne og var forældet sidst i halvtredserne, viste Sabre sig at være alsidig og tilpasningsdygtig, og fortsatte i tjeneste som jagerfly i et antal luftvåben, indtil de sidste udtrådte af tjeneste i Bolivia i 1994.
Flyets succes ledte til en omfattende produktion; der blev bygget mere end 7.800 F-86 mellem 1949 og 1956, i USA og på licens i Japan og Italien. Der blev bygget varianter i Canada (1.815 stk. Canadair Sabre) og Australien (112 stk. af den kraftigt re-designede CAC CA-27 med en Rolls Royce Avon motor). Sabre blev den mest producerede vestlige jetjager overhovedet, med i alt 9.860 enheder af alle typer fremstillet.
Flyvevåbnet anvendte F-86D Sabre fra 1958 til 1966, hvor den blev afløst af F-104 Starfighter.

## Udvikling
Under 2.verdenskrig havde North American Aviation produceret den propeldrevne P-51 Mustang, som mødte nogle af de allerførste jetfly i luftkamp. Belært af disse erfaringer havde North American sidst i 1944 tilbudt sin første jetjager til U.S. Navy, North American FJ-1 Fury. Det var en temmelig traditionel første-generations jetjager, der havde en lige vinge som var videreudviklet fra P-51.
Midt i 1944 udsendte United States Army Air Forces (USAAF) de ønskede specifikationer for en mellemdistance ensædet jetjager, der var egnet som dagjager i stor flyvehøjde som eskortefly, og som jagerbomber. North American Aviation tilbød fire forskellige design først i 1945. USAAF valgte et enkelt design og gav North American kontrakt på at bygge tre eksemplarer af XP-86 (eXperimental Pursuit, eller 'eksperimentel jager'). Efter at have fået slettet nogle af flådens specifikke krav til FJ-1 Fury, samt at modificere flyet på anden vis, lykkedes det for XP-86 at blive lettere og betydeligt hurtigere end Fury, med en anslået topfart på 582 mph (937 km/t), imod Furyens 547 mph (880 km/t).
På trods af fartgevinsten viste tidlige studier at XP-86 ville yde cirka det samme som dens rivaler, XP-80 og XP-84. Det blev også frygtet at XP-86 ville blive aflyst, fordi de to andre fly var længere fremme i udviklingen. Vigtigst af alt, XP-86 ville ikke være i stand til at nå den ønskede topfart på 600 mph (970 km/t) Dette bragte North American i en slem kattepine, og firmaet var tvunget til hurtigt at finde en radikal løsning på problemet. Man besluttede, som de første, at anvende data erobret fra tyske aerodynamikere ved slutningen af 2. verdenskrig. Disse data viste at en tynd, tilbagestrøget vinge i meget høj grad ville reducere luftmodstanden, såvel som at forsinke de problemer med kompressibilitet der havde plaget selv propeldrevne jagerfly som Lockheed P-38 Lightning der kom op i nærheden af lydhastigheden. I 1944 havde tyske ingeniører og designere fastslået fordelene ved tilbagestrøgne vinger, baseret på eksperimentelle design som stammede fra 1940. Studier af disse data viste at en tilbagestrøget vinge kunne løse hastighedsproblemet, og en slat på forkanten af vingen kunne forbedre flyveegenskaberne ved lav hastighed.
Fordi udviklingen af XP-86 var vidt fremskreden, blev ideen om at ændre vingernes vinkel mødt med modvilje fra nogle af North Americans ledende medarbejdere. Efter at der var opnået gode resultater gennem forsøg i en vindtunnel, blev konceptet med tilbagestrøgne vinger indført på trods af indædt modstand. Flyet kunne opfylde de forlangte krav ved at benytte en 35° tilbagestrøget vinge med modificerede NACA 4-tals vingeprofiler, med et NACA 0009.5–64 profil ved vingeroden og et NACA 0008.5–64 ved tippen, med en automatisk slat i forkanten, baseret på systemet anvendt i Messerschmitt Me 262, såvel som et elektrisk justerbart haleplan, en anden detalje lånt fra Me 262A. Mange Sabres fik en ny "6–3" vinge (en vinge uden slats, men med en seks tommers forlænget korde ved roden og en tre tommers forlænget korde ved tippen) efter at der var blevet indsamlet kamperfaring i Korea. Modifikationen ændrede vingeprofilet til NACA 0009-64 ved roden og NACA 0008.1–64 ved tippen.
Forsinkelserne som designændringen medførte, betød at produktionen først startede efter afslutningen af 2.verdenskrig. XP-86 prototypen blev udrullet den 8. august 1947. Jomfruflyvningen blev foretaget den 1. oktober 1947 med George Welch i cockpittet, og flyvningen udgik fra Muroc Dry Lake (nu kaldet Edwards Air Force Base) i Californien.

### Igennem lydmuren og andre rekorder
Den 15. september 1948 satte F-86A sin første officielle verdensrekord i hastighed, 671 mph (1.080 km/t), under en flyvning fra Muroc Dry Lake og fløjet af major Richard L. Johnson, USAF.
Air Force annoncerede at XF-86 havde overskredet mach 1 under et dyk den 26. april 1948. Men kort før hans død i 1996 hævdede aerodynamikeren Ed Horkey, ansat ved North American, at George "Wheaties" Welch havde fløjet hurtigere end mach 1 langt tidligere. I bogen "Aces Wild", antyder den tidligere NA testpilot Al Blackburn en dato så tidligt som 1. oktober 1947.
Den 14. oktober 1947 gennembrød Chuck Yeager lydmuren i den raketdrevne Bell X-1 under vandret flyvning, hvilket gjorde X-1 det første ægte supersoniske fly. Fem år senere, den 18. maj 1953, blev Jacqueline Cochran den første kvinde der gennembrød lydmuren. Hun fløj en unik canadiskbygget F-86 Sabre Mk 3, ved siden af Chuck Yeager.
Oberst K. K. Compton vandt Bendix air race i 1951 i en F-86A med en gennemsnitlig fart på 553.76 mph.

## Design

### Overblik
F-86 blev produceret både som et interceptor-jagerfly, og som en jagerbomber. Adskillige varianter blev til i den tid flyet blev produceret, både forbedringer og forskellige bevæbninger blev implementeret. For eksempel var XP-86 forsynet med en General Electric J35-C-3 jetmotor der leverede 4.000 lbf (18 kN) trykkraft. Denne motor blev bygget af GMs Chevrolet division indtil produktionen blev overført til Allison. I F-86A-1 benyttede man General Electric J47-GE-7 motoren, der kunne levere 5.200 lbf (23 kN) trykkraft, og i F-86H sad der en General Electric J73-GE-3 jetmotor, der kunne levere 9.250 lbf (41 kN).
Jagerbomber-udgaven, F-86H, kunne bære op til 2.000 lb (907 kg) bomber, inklusive en droptank-lignende beholder til napalm. Nogle jagere benyttede u-styrede 2.75 in (70 mm) raketter på træningsture, men senere blev der båret 5 inch (127 mm) raketter på kampmissioner. F-86 kunne også udstyres med et par eksterne droptanke til jetbrændstof (fra 1953 kunne F-86F medbringe fire) for at forøge flyets rækkevidde. Både interceptoren og jagerbomberen medførte seks 0,50 in (12,7 mm) Browning M3 maskingeværer med elektrisk ammunitionsfremføring; senere versioner af F-86H havde fire 20 mm (0,79 in) kanoner i stedet for maskingeværerne.
Maskingeværerne kunne tilsammen levere 1.200 skud pr. minut, og var harmoniseret til at træffe samme punkt 1.000 ft (300 m) foran flyet. De benyttede panserbrydende projektiler ("armor-piercing", AP) og panserbrydende brandprojektiler ("armor-piercing incendiary" API), med et panserbrydende lysspors brandprojektil (APIT) for hver fem AP eller API skud. De API skud, der blev benyttet under Koreakrigen indeholdt magnesium, og var designed til at antænde ved anslag, men de brændte dårligt i højder over 35.000 ft (11.000 m) fordi luftens iltindhold var for ringe til en forbrænding i disse højder.
De første fly havde et Mark 18 sigte med manuel afstandsindstilling. De sidste 24 F-86A-5-Nas og F-86E blev udstyret med et A-1CM kanonsigte og en AN/APG-30 radar, som blev benyttet til at give afstandsmålinger til sigtet. Dette viste sig at være en fordel imod MiG jagere over Korea.

### Flyveegenskaber
De tilbagestrøgne vinger og jetmotoren gav piloterne en helt anden oplevelse af at flyve, end de havde haft med de ultimativt højtydende propeldrevne jagere der var operationelle under den tidlige udvikling af jetjagere i 1940erne og de tidlige '50ere. Overgangen fra propeller til jetmotorer skete ikke uden uheld og hændelser, selv for erfarne jagerpiloter. Tidligt i jetalderen valgte nogle amerikanske producenter at iværksætte trænings- og sikkerhedsprogrammer, og sendte erfarne piloter på turné til de aktive jagereskadriller for at give demonstrationer og undervisning med henblik på at reducere antallet af uheld.
Samtidigt gav det lange produktionsforløb og den tekniske udvikling et antal F-86 varianter med betydelige forskelle i håndtering og flyveegenskaber. Nogle af de større designændringer inkluderer overgangen fra et konventionelt haleplan/højderor til en stabilator, slatsne blev fjernet fra vingens forkant og ekstra brændstoftanke monteret inden i forkanten, stærkt forøget motoreffekt, og i F-86D et internt monteret, nedfældeligt raketstyr. Alle ændringerne påvirkede flyveegenskaberne, og ikke altid til det bedre. For eksempel gav den faste vingeforkant og den forøgede brændstofkapacitet bedre egenskaber under luftkamp, men forøgede en farlig og endog i nogen tilfælde dødelig tendens til uheld, hvis flyets næse blev løftet for tidligt under starten. Farerne ved en 'over-rotation' er nu en af de ting som F-86 piloter bliver indskærpet på det grundigste. I denne tilstand er vingerne stallet, så selv om flyet har takeoff hastighed, kan det ikke få tilstrækkeligt opdrift til at slippe jorden. I 1972 forårsagede en over-rotation en alvorlig ulykke i Sacramento, Californien; 22 mennesker blev dræbt, heraf 12 børn, og 28 til dels svært kvæstet, da en Canadair Sabre Mk.5 med ca. 250 km/t pløjede igennem en familierestaurant for enden af startbanen. 

## Operationel historie

### Koreakrigen
F-86 trådte i tjeneste ved United States Air Force i 1949, og blev USAs primære luft-til-luft jetjager under Koreakrigen. Betydelige antal af de tre første produktionsmodeller kom på denne måde i kamp. De tidligere lige-vingede jagere som f.eks. F-80 og F-84 kunne i begyndelsen af krigen notere sejre, men da den sovjetiske MiG-15 blev introduceret i November 1950 var den alle de Forenede Staters fly overlegen. Som respons blev tre eskadriller F-86 i huj og hast sendt til fjernøsten og ankom i December.
MiG-15 kunne dreje, accelerere, stige og flyve højere end de tidlige varianter af F-86, men F-86 kunne dykke bedre end MiG-15; dette gav F-86 piloterne langt bedre chancer for både at angribe og unddrage sig forfølgelse. Med introduktionen af F-86F i 1953 blev de to flytyper tættere matched, og mange kamperfarne piloter hævdede at F-86F var marginalt bedre. Som modvægt til de mere velbevæbnede MiG (og mange andre datidige jagere) blev otte kanonbevæbnede F-86F indsat i krigens sidste måneder. Selv om flyene kun kunne affyre to af de fire 20 mm kanoner samtidigt, blev eksperimentet vurderet til at være en succes. MiG jagerene blev fløjet fra baser i Manchuriet af kinesiske, nordkoreanske og sovjetiske VVS piloter, og var oppe imod to eskadriller F-86, udstationeret på K-14, Kimpo, Korea.
Mange af de amerikanske piloter var erfarne veteraner fra 2.verdenskrig, hvorimod nordkoreanerne og kineserene manglede kamperfaring; dette kunne forklare en stor del af F-86s succes. Ikke desto mindre havde United Nations piloter mistanke om at mange MiG-15 blev fløjet af sovjetiske piloter, der også havde samlet kamperfaring under 2.verdenskrig. Tidligere kommunistiske kilder bekræfter nu at det oprindeligt var sovjetiske piloter der fløj hovedparten af de MiG-15 der kæmpede i Korea, og betvivler at der blev skudt flere MiG-15 end F-86 ned under luftkamp. Senere i krigen deltog kinesere og nordkoreanere i højere grad i kamphandlingerne. Nordkoreanerne og deres allierede overtog fra tid til anden luftovermagten i MiG Alley, et område tæt ved udmundingen af floden Yalu (grænsen mellem Korea og Kina) hvor de mest intense luftkampe foregik.
Selvom F-86A uden problemer kunne flyves ved hastigheder til og over Mach 1, var den nye stabilator (hele halefladen fungerer som højderor) på F-86E i stand til væsentligt at forbedre manøvreevnen ved høj hastighed. MiG-15 kunne ikke flyves sikkert ved hastigheder over Mach 0.92, hvilket var en alvorlig ulempe i transonisk luftkamp (lige under lydhastigheden). Derudover var der blevet langt større vægt på træningen, aggressiviteten og erfaringen af F-86 piloterne. Amerikanske Sabre piloter blev trænet på Nellis, hvor antallet af dødsulykker under træningen var så højt at eleverne fik at vide "...hvis du nogensinde ser flaget hejst til tops, så tag et billede af det..." På trods af et udtrykkeligt forbud, kom F-86 enheder ofte i luftkamp over MiG baser i det officielt neutrale Manchuriet. Jagten på MiGs i Manchuriet førte til at mange ruller af film fra flyenes våbenkameraer "gik tabt" hvis filmen afslørede at piloten var trængt ind i kinesisk luftrum.
Nødvendigheden af kampoperationerne, opvejet mod nødvendigheden af at opretholde en tilstrækkelig tilstedeværelse i Vesteuropa, førte til at en jager wing (tre groups, der igen består af tre eskadriller. En eskadrille vil have fra 12 - 24 fly.) blev overført fra F-80 til F-86 i December 1951. To jagerbomber wings blev overført til F-86F i foråret 1953.
Ved afslutningen af fjendtlighederne blev det vurderet af F-86 piloterne havde nedskudt 792 MiGs og selv mistet 78 fly, en sejrsrate på 10:1. Mere nutidig forskning, udført af Dorr, Lake og Thompson har dog hævdet at den reelle rate lå tættere på 2:1. Sovjetunionens og de kinesiske opgivelser hævdede at over 600 Sabres var blevet skudt ned, selv om disse opgivelser anses for overdrevne; de passer dårligt overens med de 78 Sabre som USA har registreret som tabt. En nylig RAND rapport refererede "nylige studier" af F-86 / MiG-15 kamp over Korea og konkluderede at den reelle rate for F-86 var 1.8:1 totalt, og sandsynligvis tættere på 1.3:1 imod MiGs fløjet af sovjetiske piloter. Baseret på sovjetiske arkivdata gik 335 sovjetiske MiG-15 tabt over Korea. Kinesiske tabsopgivelser summer op til 224 MiG-15 tabt over Korea. De nordkoreanske tab er ikke kendt, men nordkoreanske afhoppere beretter at deres luftvåben mistede cirka 100 MiG-15 under krigen. Dermed bliver i alt 659 MiG-15 officielt meldt tabt, på nær en håndfuld alle til F-86 Sabre, mens USAF melder 78 F-86 Sabre tabt. Af de 41 amerikanske piloter der opnåede status som es under koreakrigen, fløj alle på nær en F-86 Sabre. Undtagelsen var en Navy Vought F4U Corsair natjager pilot.

### Den Kolde Krig
I tillæg til den udmærkede tjeneste i Korea, tjente USAFs F-86 i forskellige hjemlige og internationale roller under den tidlige del af den kolde krig. Bl.a. havde USAFs Strategic Air Command F-86 Sabre i tjeneste fra 1949 og til udgangen af 1950. SACs fly var tildelt 22nd Bomb Wing, 1st Fighter Wing og 1st Fighter Interceptor Wing.
Efterhånden som nyere jagertyper blev taget i tjeneste, blev F-86 overført til Air National Guard (ANG) enheder, eller udleveret til allierede luftvåben. De sidste ANG F-86 forblev i tjeneste i USA til 1970.

### Krisen i Taiwanstrædet 1958
Taiwans Luftvåben (ROCAF) var en tidlig modtager af overtallige USAF Sabrejets. Mellem December 1954 og Juni 1956 modtog ROCAF 160 stk. ex-USAF F-86F jagere. I Juni 1958 havde taiwanerne opbygget en ganske betydelig jagerstyrke, bestående af 320 F-86F jagere og syv RF-86F rekognosceringsfly.
Under krisen kom Sabre og MiG endnu engang i kamp med hinanden over Asien. I august 1958 forsøgte kommunisterne fra Folkerepublikken Kina at tvinge Nationalisterne til at opgive øerne Quemoy og Matsu ved hjælp af bombninger og en blokade. De taiwanesiske F-86Fs der fløj kamppatrulje over øerne blev konfronteret af kommunistiske MiG-15 og MiG-17, og der udbrød adskillige luftkampe.
Under disse kampe introducerede nationalisternes Sabrer et nyt element i luftkrig. Under et hemmeligt program kaldet Operation Black Magic havde U.S. Navy forsynet Taiwan med AIM-9 Sidewinder, det første varmesøgende missil, som kun lige var blevet taget i tjeneste af USA. Et lille hold teknikere modificerede til at begynde med 20 af Taiwans F-86 Sabre så de hver kunne medtage to Sidewinders på affyringsskinner under vingerne, og underviste piloterne i deres brug, til dels ved at flyve simulerede MiG-17 angrebsprofiler ved hjælp af USAF F-100 jagerfly. MiG jagerene kunne flyve højere end Sabre, ligesom i Korea, og de kommunistiske MiGs ville ofte overflyve de nationalistiske Sabre, og kun angribe hvis de havde en fordelagtig position. Sidewinder fjernede komplet denne fordel, og viste sig at være altødelæggende effektive overfor MiG jagerene.

### Den indisk-pakistanske krig 1965
I 1954 begyndte Pakistan at modtage de første af i alt 120 stk. F-86F Sabre. Mange af disse fly var F-86F-35 fra USAF overskudslagre, men nogle var af de senere F-86F-40-NA produktionsblok, fremstillet specielt til eksport. Mange af blok −35 flyene blev bragt op til blok −40 standard før de blev leveret til Pakistan, men nogle forblev −35. F-86 var i tjeneste ved ni af Det Pakistanske Luftvåbens (PAF) eskadriller.
Under den 22 dage lange konflikt, blev F-86 det bærende fly for PAF, selvom Sabre var ved at blive forældet p.gr. af fremkomsten af supersoniske jagere. Ikke desto mindre mener en del kilder at F-86 gav PAF en teknologisk fordel.

#### Luftkamp
PAFs Sabres hævdede at have nedskudt 15 af Indiens Luftvåbens (IAF) fly, tabene sammensat af ni Hawker Hunter, fire De Havilland Vampire og to Folland Gnat. Indien ville derimod kun indrømme et tab af 14 kampfly til PAFs F-86. F-86 flyene fra PAF havde fordel af at være bevæbnet med AIM-9B/GAR-8 Sidewinder missiler, hvorimod ingen IAF fly var missilbærende. På trods af dette hævdede IAF at have nedskudt fire PAF Sabre under luftkamp. Påstanden bestrides af PAF, som indrømmer at have mistet syv F-86, men som kun vil medgå at tre af dem blev nedskudt under luftkamp.
Det førende Pakistanske 'es' under denne konflikt var Sqn Ldr Muhammad Mahmood Alam, som afsluttede konflikten med ni bekræftede og to sandsynlige nedskydninger.

#### Jordmålsangreb
Flyet var et potent våben mod jordmål. Om morgenen den 6. September angreb seks F-86 den Indiske hærs avancerende kolonner, ved hjælp af 5 in (127 mm) raketter og de seks .50 in (12.7 mm) M3 Browning maskingeværer. Samme dag angreb otte F-86 jagere IAF-basen Pathankot. En anden eskadrille gennemførte angreb mod en bomber-base i Kalaikunda, og fik i den forbindelse øgenavnet "Haleklipperne" ("Tailchoppers").
PAF hævdede at have ødelagt 36 fly på jorden, på forskellige Indiske flyvepladser. Indien vil kun vedgå 22 fly ødelagt på jorden, dels tilskrevet PAFs F-86 jagere, men også nogen til Martin B-57 Canberra bomberen.

### Den indisk-pakistanske krig 1971
Canadair Mark 6 Sabres, opkøbt fra Luftwaffe gennem Iran, udgjorde rygraden af PAFs dagjagerstyrker under konflikten, og bar byrden af at møde truslen fra IAF.
Ved krigens begyndelse havde PAF otte eskadriller F-86 Sabre. Sammen med nyere jagertyper som Mirage III og Shenyang F-6, fik Sabre hovedparten af operationerne tildelt under krigen. I Østpakistan (det senere Bangladesh) var der kun en PAF eskadrille F-86 udstationeret for at møde den talmæssige overlegenhed af IAF.
PAFs F-86 klarede sig godt, og Pakistan hævdede at have nedskudt 31 indiske fly under luftkamp. Disse inkluderede 17 Hawker Hunter, otte Sukhoi Su-7 "Fitters", en MiG-21 og tre Folland Gnat. Under kampene mistede PAF syv F-86. Den mest interessante af disse kampe stod mellem to Sabre og fire MiG-21. En MiG blev skudt ned, ingen Sabre gik tabt. Dette blev opnået fordi F-86 havde bedre flyveegenskaber ved lav hastighed, sammenlignet med de delta-vingede MiG-21.
Indien hævdede derimod at have nedskudt 11 PAF Sabre imod tabet af 11 kampfly til PAF F-86. IAFs numeriske overmagt overvældede den enlige Østpakistanske eskadrille F-86 såvel som de øvrige militærfly, som enten blev skudt ned eller holdt på jorden af Pakistansk egenbeskydning, hvilket muliggjorde at inderene opnåede komplet luftovermagt.
Efter denne krig udfasede Pakistan langsomt sine F-86 Sabre, og erstattede dem med kinesiske Shenyang J-6 (MiG-19-baserede) jagere. De sidste Sabre udtrådte af tjeneste fra PAF i 1980. De sidste fly bliver nu udstillet i det Pakistanske luftvåbensmuseum og i de byer som piloterne kom fra.

### Guinea-Bissaus uafhængighedskrig
I 1958 modtog Det Portugisiske Luftvåben (FAP) 50 stk. F-86F fra tidligere USAF beholdninger. Et lille antal F-86F fra det norske luftvåben blev indkøbt som reservedele i 1968-69.
FAP udsendte nogle af sine F-86F Sabre til det daværende Portugisisk Guinea i 1961, og baserede dem på AB2 – Bissalanca Air Base, Bissau. Disse fly udgjorde "Detachment 52", som oprindeligt bestod af otte F-86F fra BA5 – Monte Real Air Base. Disse fly blev benyttet til jordmålsangreb- og supportroller mod oprørerne under Guinea-Bissaus uafhængighedskrig. I august 1962 fortsatte et af flyene ud over enden af landingsbanen under en nødlanding, stadigt med bomberne ombord, og udbrændte. En anden F-86F blev skudt ned af fjendtlig ild fra jorden den 31. Maj 1963; piloten skød sig uden problemer ud med katapultsædet og blev samlet op af egne tropper. Adskillige andre fly blev udsat for kampskader, men blev repareret.
I 1964 returnerede de 16 F-86F baseret i Bissalanca til Portugal efter pres fra USA. De havde da fløjet 577 kampmissioner, af hvilke de 430 var jordmålsangreb og resten var supportopgaver.

### Filippinernes Luftvåben
Filippinernes Luftvåben modtog sine første F-86F Sabre i 1957, og flyene erstattede North American P-51 Mustang som det Fillipinske Luftvåbens primære interceptor. Til at begynde med opererede F-86 fra Basa Air Base, kendt under øgenavnet "Slangereden" ("Nest of Vipers") hvor 5. Fighter Wing var baseret. I 1960 indkøbte PAF F-86D, som blev PAFs første altvejrsjager. Den mest synlige anvendelse af F-86 Sabre var i Blue Diamonds opvisningsholdet, som benyttede otte Sabres indtil de fik den nyere, supersoniske Northrop F-5. F-86 blev efterfølgende udfaset af tjeneste i 1970erne efterhånden som Northrop F-5 Freedom Fighter og Vought F-8 Crusader blev de nye primære jagere for PAF.

### Sovjetisk Sabre
Under Koreakrigen efterstræbte Sovjetunionen en intakt F-86 Sabre, med ønsket om at evaluere og studere flyet. I det store og hele var eftersøgningen forgæves, hovedsageligt fordi USA's militær førte en stram politik; så snart våben måtte opgives skulle de ødelægges, så de ikke kunne falde i fjendens hænder. Fly der var nedskudt eller nødlandet bag fjendens linjer blev brændt, bombet eller beskudt voldsomt med maskingeværer.
Ikke desto mindre blev en Sabre bragt ned på en strand i et tidevandsområde og blev oversvømmet, hvilket forhindrede at jageren blev ødelagt. Flyet blev bjerget, fragtet til Moskva, og et nyt OKB ("Опытное конструкторское бюро" – Opytnoye Konstruktorskoye Buro, oversat Eksperimentelt Design Bureau) blev oprettet for at studere den kaprede F-86. Denne OKB blev senere til en del af Sukhoi OKB.
"Mindst en F-86 ... blev sendt til Sovjetunionen, indrømmede russerne, såvel som andre fly og erobringer som f.eks. amerikanske G-dragter og radarsigter." Det optiske sigte og radaranlægget fra det erobrede fly blev studeret og kopieret, og den indhøstede viden blev benyttet til at producere ASP-4N sigtet og SRC-3 radaren. Sigtet blev installeret i MiG-17, og blev senere brugt imod amerikanske jagere under Vietnamkrigen.  Studierne af F-86 førte også til udviklingen af aluminiumslegeringer til fly som f.eks. V-95.
Rapporter i 2012 fra nyligt deklassificerede dokumenter bekræftede at Sovjetunionen havde opsamlet en del amerikansk flyteknologi. I adskillige beretninger fra amerikanske piloter fra sidst i 1951 og ind i 1952, berettedes det at mindst en F-86 var i drift under Sovjetisk kontrol under koreakrigen. Piloterne rapporterede at have været under ild fra amerikanske fly, herunder en F-86.

### Feather Duster
Den forældede, men særdeles manøvredygtige MiG-17 var blevet en så alvorlig trussel mod Republic F-105 Thunderchief over Nordvietnam at USAF startede projekt "Feather Duster" ("Støvekost") for at teste hvilke taktikker supersoniske amerikanske kampfly kunne anvende imod jagere som MiG-17. Air National Guard F-86H-enheder viste sig at være en ideel stedfortræder for de sovjetiske jetfly. En pilot bemærkede at "I enhver situation, undtagen næsen ned og fuld gas", ville både F-100 og F-105 være underlegne overfor en F-86H under en luftkamp.

## Varianter

### North American F-86
XF-86
Tre prototyper, oprindeligt navngivet XP-86, North American model NA-140.
YF-86A
Den første prototype med en General Electric J47 turbojet motor.
F-86A
554 stk. bygget, North American model NA-151 (F-86A-1 blok og den første bestilling af A-5 blokken) og NA-161 (anden F-86A-5 blok).
DF-86A
Et par F-86A ændret til at styre droner.
RF-86A
11 stk. F-86A forsynet med tre kameraer, med henblik på fotorekognoscering.
F-86B
188 stk. bestilt som en opgraderet A-model med et bredere skrog og større dæk, men leveret som F-86A-5, North American model NA-152.
F-86C
Original betegnelse for YF-93A, to stk. bygget, 48–317 & 48–318. En ordre på 118 fly blev aflyst. North American model NA-157.
YF-86D
Prototypen for en altvejrs interceptor oprindeligt bestilt som YF-95A. To stk. bygget, men navnet ændret til YF-86D, North American model NA-164.
F-86D/K/L
 Hovedartikel: North American F-86D Sabre.Transonisk altvejrs interceptor udstyret med søgeradar, oprindeligt kaldet F-95A. Der blev fremstillet 2.506 eksemplarer. F-86D havde kun 25 procent af delene til fælles med andre Sabre varianter, med et større skrog, større motor med efterbrænder, og en meget karakteristisk radome i næsen. Den eneste bevæbning var Mk. 4 ustyrede raketter i stedet for maskingeværer. Danmark havde 59 stk. F-86D i årene 1958 – 1966. F-86L var en opgraderet version af F-86D.
F-86E
Forbedret styresystem med en stabilator ("all-flying tail"). Dette system blev yderligere ændret til en fuld servostyring med kunstigt feedback, der gav piloten kræfter på styrepinden ligesom i et ordinært fly, men som gav fremragende kontrol over flyet under kamp. Systemet forøgede i betydelig grad flyets manøvreevne ved høj hastighed. 456 blev produceret, North American model NA-170 (F-86E-1 og E-5 blokkene) og NA-172, som grundlæggende var et F-86F flystel med en F-86E motor (F-86E-10 og E-15 blokkene); 60 af disse blev bygget af Canadair for USAF (F-86E-6).
F-86E(M)
Designation for eks-RAF Sabres som blev sendt til andre NATO luftvåben.
QF-86E
Designation for overskydende RCAF Sabre Mk. V, modificeret som måldroner.
F-86F
Større motor og større "6–3" vinge uden slats i forkanten, 2.239 stk. blev bygget; North American model NA-172 (F-86F-1 til og med F-15 blokkene), NA-176 (F-86F-20 og −25 blokkene), NA-191 (F-86F-30 og −35 blokkene), NA-193 (F-86F-26 blokken), NA-202 (F-86F-35 blokken), NA-227 (de første to ordrer af F-86F-40 blokken bestående af 280 fly der igen fik slats i vingeforkanten, men af et forbedret design), NA-231 (70 fly i den tredje F-40 blok ordre), NA-238 (110 fly i den fjerde F-40 blok ordre), og NA-256 (120 fly i den sidste F-40 blok ordre); 300 ekstra flystel fra denne serie blev samlet af Mitsubishi i Japan for Japans Luftvåben. Sabre F var meget mere manøvredygtige ved høj fart, dette var på bekostning af en højere landingshastighed på over 145 mph (233 km/t). F-35 blokken var udrustet til at udføre en ny opgave: et taktisk atomvåbenangreb med et af de nye små andengenerations kernevåben. F-40 havde en ny vinge med slats, hvilket gav et let farttab, men som også gav en langt bedre manøvreevne ved både lav og høj hastighed, og med landingshastigheden reduceret til 124 mph (200 km/t). USAF opgraderede mange af de tidligere F-version fly til F-40 standarden. Et E og to F-fly blev modificeret til at anvende en boosterraket. F-30 (52-4608) fik en Rocketdyne AR2-3 med 3-6000 lb trykkraft i 35.000 fods flyvehøjde, hvilket gav den en topfart på Mach 1,22 i 60.000 fods højde.
F-86F-2
Designationen for 10 fly modificeret til at bære M39 kanoner i stedet for de seks sædvanelige 12,7mm maskingeværer. To F-86E og otte F-86F var almindelige fly, som blev modificeret i løbet af Oktober 1952 med større og forstærkede våbenophæng, og som derefter blev flyvetestet på Edwards Air Force Base og på skydeterrænet ved Eglin Air Force Base i løbet af November. Otte af flyene blev sendt til Japan i December, og syv af disse udstationeret på Kimpo flyveplads som "Project GunVal" for en 16 ugers kampafprøvning tidligt i 1953. To gik tabt efter kompressorstalls efter at motorerne havde indsuget store mængder krudtrøg fra kanonerne. 
QF-86F
Omkring 50 tidligere Japanske F-86F flystel, konverteret til måldroner og benyttet som skydemål for U.S. Navy.
RF-86F
Et antal F-86F-30 ombygget med tre kameraer med henblik på fotorekognoscering; 18 Japanske fly blev ombygget på samme måde.
TF-86F
To F-86F modificeret til to-sædet træningskonfiguration med forlænget skrog og vinger med slats. North American model NA-204.
YF-86H
Ekstensivt redesigned jagerbomber model med et dybere skrog, opgraderet motor, længere vinger og et servoforstærket haleplan. 2 stk. blev bygget som North American model NA-187.
F-86H
Produktionsmodel, 473 stk. fabrikeret, forsynet med Low Altitude Bombing System (LABS) og forberedt for et atomvåben. North American model NA-187 (F-86H-1 og H-5 blokkene) og NA-203 (F-86H-10 blokken).
QF-86H
29 flystel ombygget til skydemål, til anvendelse på United States Naval Weapons Center.
F-86J
En enkelt F-86A-5-NA, 49-1069, fløjet med en Orenda turbojet, North American model NA-167 – samme designation blev reserveret for A-modeller udstyret med Canadiske motorer, men projektet blev ikke gennemført.
F-86K
 Hovedartikel: North American F-86D Sabre.
F-86L
 Hovedartikel: North American F-86D Sabre.

### North American FJ Fury
North American FJ-2 og FJ-3 Fury var en serie hangarskibsbaserede jagerfly baseret på F-86 Sabre, og anvendt af United States Navy og Marine Corps. Flyene havde foldbare vinger, og et længere næsehjulsben med en bedre affjedring, dels beregnet på at give en større indfaldsvinkel under starten, men også for at kunne klare de undertiden noget brutale landinger på et hangarskibsdæk. 938 stk. af alle typer blev bygget.

### CAC Sabre
To typer baseret på F-86F blev bygget på licens af Commonwealth Aircraft Corporation (CAC) i Australien, for Royal Australian Air Force. En enkelt prototype fik navnet CA-26, og produktionsmodellen blev kaldt CA-27. RAAF benyttede CA-27 fra 1956 til 1971.
CAC Sabres havde fået ca. 60% af flystellet redesignet for at benytte Rolls-Royce Avon Mk.26 motoren, som havde ca. 50 % mere trykkraft end den normale J47 motor, såvel som for at skaffe plads til 30 mm (1,18 in) ADEN kanoner og AIM-9 Sidewinder missiler. Som følge af den ændrede motor blev de australsk-byggede Sabres generelt kaldt Avon Sabre. CAC fremstillede i alt 112 af disse fly.
Tidligere RAAF Avon Sabres kom i tjeneste ved det Kongelige Malaysiske Luftvåben (TUDM) mellem 1969 og 1972. Mellem 1973 og 1975 blev 23 Avon Sabres doneret til Indonesiens Luftvåben (TNI-AU); fem af disse var tidligere malaysiske fly.
CA-27 typer:
- Mk 30: 21 stk. bygget, slats i vingeforkanten, Avon 20 motor.
- Mk 31: 21 stk. bygget, 6–3 vinge, Avon 20 motor.
- Mk 32: 69 stk. bygget, fire pyloner under vingerne, brændstofkapacitet som F-86F, Avon 26 motor.[69]

### Canadair Sabre
F-86 blev også fremstillet af Canadair i Canada under navnet CL-13 Sabre, for at erstatte de forældede de Havilland Vampire. Den sidste version af den canadiske Sabre, Mark 6, bliver generelt vurderet som den mest kapable version af alle Sabre modeller, uanset deres oprindelse.
De følgende modeller blev produceret:
Sabre Mk 11 stk. bygget, prototype F-86A.
Sabre Mk 2350 stk. bygget, F-86E-type, 60 til USAF, tre til RAF, 287 til RCAF.
Sabre Mk 31 stk. bygget i Canada, testopstilling for Orenda jetmotoren.
Sabre Mk 4438 stk. bygget, reelt en Mk 3, 10 til RCAF, 428 til RAF som Sabre F-4.
Sabre Mk 5370 stk. bygget, F-86F-type med Orenda motor, 295 til RCAF, 75 til Luftwaffe.
Sabre Mk 6655 stk. bygget, 390 til RCAF, 225 til Luftwaffe, seks til Colombia og 34 til Sydafrika.

### Samlet produktion
- NAA byggede i alt 6.297 F-86 og 1.115 FJ
- Canadair byggede 1.815
- Australske CAC byggede 112
- Fiat byggede 221
- Mitsubishi byggede 300
- total Sabre/Fury produktion 9.860 fly.

### Produktionsomkostninger
|                               | F-86A     | F-86D   | F-86E   | F-86F   | F-86H   | F-86K   | F-86L   |
| ----------------------------- | --------- | ------- | ------- | ------- | ------- | ------- | ------- |
| Forskning og udvikling        | 4.707.802 |         |         |         |         |         |         |
| Flystel                       | 101.528   | 191.313 | 145.326 | 140.082 | 316.360 | 334.633 |         |
| Motor                         | 52.971    | 75.036  | 39.990  | 44.664  | 214.612 | 71.474  |         |
| Elektronik                    | 7.576     | 7.058   | 6.358   | 5.649   | 6.831   | 10.354  |         |
| Bevæbning                     | 16.333    | 69.986  | 23.645  | 17.669  | 27.573  | 20.135  |         |
| Bombelast                     |           | 419     | 4.138   | 3.047   | 17.117  | 4.761   |         |
| Færdigt fly                   | 178.408   | 343.839 | 219.457 | 211.111 | 582.493 | 441.357 | 343.839 |
| Vedligeholdelse pr. flyvetime |           |         | 135     | 451     |         |         | 187     |

Note: Priserne er i United States dollars år 1950, og er ikke blevet omregnet for at kompensere for inflation.

## Operatører

### Militære operatører
Kilde: F-86 Sabre Jet: History of the Sabre and FJ Fury
 Argentina
- Argentinas Flyvevåben (spansk: Fuerza Aérea Argentina)

Indkøbte 28 stk. F-86F den 26. September 1960, FAA s/n CA-101 til og med CA-128. Flyene var lagt i mølpose da Falklandskrigen brød ud, men blev genaktiveret for at supplere luftforsvaret imod en mulig Chilensk indblanding. Endeligt udtrådt af tjeneste i 1986.
 Belgien
- Det Belgiske Luftvåben (nederlandsk: Luchtcomponent, fransk: Composante air)

5 stk. F-86F Sabres modtaget, de blev ikke tildelt en operativ enhed.
 Bolivia
- Bolivia's Luftvåben (spansk: Fuerza Aérea Boliviana, FAB)

Opkøbte 10 F-86F fra Venezuelas Luftvåben i Oktober 1973, tildelt Brigada Aérea 21, Grupo Aéreo de Caza 32. De blev rapporteret endeligt udtrådt af tjeneste i 1994, hvilket gjorde dem til de sidste Sabres i aktiv tjeneste i hele verden.
 Canada
- Det canadiske luftvåben (Royal Canadian Air Force, RCAF)

Antal og type ukendt.
 Colombia
- Colombias Luftvåben (spansk: Fuerza Aérea Colombiana, FAC)

Opkøbte fire F-86F fra det Spanske Luftvåben (s/n 2027/2028), fem tidligere USAF F-86F (s/n 51-13226) og yderligere ni Canadair Mk.6; tildelt Escuadron de Caza-Bombardero.
 Danmark
- Flyvevåbnet

59 stk. F-86D i tjeneste fra 1958 – 1966. Se venligst artiklen om F-86D.
 Etiopien
- Etiopiens Luftvåben (Ethiopian Air Force (ETAF); Amharic: የኢትዮጵያ አየር ሃይል, Ye Ithopya Ayer Hayl)

Indkøbte 14 stk. F-86F i 1960.
 Tyskland
- Tysklands Luftvåben (Luftwaffe)

Anskaffede 88 stk. F-86K Juli 1957 – Juni 1958. De blev tildelt Jagdgeschwader 75, som senere blev omdøbt til 74. Fra 1957-1964 tjente 75 stk. Canadair Sabre Mk 5 og 225 Canadair Sabre Mk 6 ved JG 71, JG 72 og JG 73. Den sidste Mk 6 som blev benyttet til træning udtrådte af tjeneste i 1983.
 Honduras
- Honduras' Væbnede Styrker (Armed Forces of Honduras, spansk: Fuerzas Armadas de Honduras)

Opkøbte 10 stk. CL.13 Mk2 (F-86E) fra Jugoslavien.
 Iran
- Det iranske luftvåben (Imperial Iranian Air Force (IIAF))

Anskaffede et ukendt antal F-86F.
 Irak
- Iraks Luftvåben (Iraqi Air Force (IQAF or IAF); arabisk: القوة الجوية العراقية, Al Quwwa al Jawwiya al Iraqiya) (kurdisk: هێزی ئاسمانی عێراقی ))

Indkøbte nogle fly men tog dem aldrig i drift, og de endte med at blive returneret.
 Japan
- Japans Luftvåben (Japan Air Self-Defense Force (航空自衛隊 Kōkū Jieitai), JASDF)

Indkøbte 180 stk. F-86F fra USA 1955–1957. Mitsubishi byggede 300 stk. F-86F på licens 1956–1961, og flyene blev tildelt 10 jager hikōtai (eskadriller). JASDF kaldte F-86F "Kyokukō" (旭光, Opgående Solstråle) og F-86D "Gekkō" (月光, Månelys). Flyene blev benyttet af opvisningsholdet Blue Impulse. 18 stk. F-modeller blev ombygget til en rekognosceringsudgave i 1962. Nogle af flyene blev efter afsluttet tjeneste sendt til Naval Air Weapons Station China Lake i Californien og anvendt som droner.
 Norge
- Det norske luftvåben (norsk: Luftforsvaret)

Anskaffede 115 stk. F-86F i årene 1957–1958; flyene blev tildelt de syv eskadriller 331, 332, 334, 336, 337, 338 og 339.
 Pakistan
- Det Pakistanske Luftvåben (Pakistan Air Force (PAF), urdu: پاک فِضائیہ)

Anskaffede 102 stk. U.S.-byggede F-86F-35-NA og F-86F-40-NA, de sidste der rullede af North American Aviations produktionsline, der havde kørt 1954–1960.
 Peru
- Det Peruvianske Luftvåben (spansk: Fuerza Aérea del Perú, FAP)

Anskaffede 26 U.S.-byggede F-86F i 1955, tildelt Escuadrón Aéreo 111, Grupo Aéreo No.11 på Talara luftbase. Endeligt udtrådt af tjeneste i 1979.
 Filippinerne
- Filippinernes Luftvåben (Tagalog: Hukbong Himpapawid ng Pilipinas; spansk: Fuerza Aérea Filipina)

Indkøbte 50 stk. F-86F i 1957. Flyene udtrådte af tjeneste sidst i 1970-erne.
 Portugal
- Det Portugisiske Luftvåben (portugisisk: Força Aérea Portuguesa, FAP)

I alt 65 fly anskaffet: 50 stk. U.S.-byggede F-86F i 1958, heraf nogle fra USAF 531st Fighter Bomber Squadron, og 15 tidligere Norske fly. I Portugal blev flyene udstationeret på Air Base No. 5, Monte Real. I 1961 sendte det Portugisiske Luftvåben et antal F-86F til det daværende Portugisisk Guinea.
 Taiwan
- Taiwans Luftvåben (Republic of China Air Force (ROCAF), kinesisk: 中華民國空軍; pinyin: Zhōnghuá Mínguó Kōngjūn)

Anskaffede 320 stk. U.S.-byggede F-86F, 7 stk. RF-86F og 18 stk. F-86D. De 18 F-86D blev efter endt tjeneste sendt tilbage til USA's militær, som sendte 6 stk. til Sydkoreas luftvåben og 8 stk. til Filippinernes luftvåben i 1966.
 Saudi-Arabien
- Det Kongelige Saudiarabiske Luftvåben ((arabisk: القوات الـجوية الـملكية الـسعودية, al-quwwāt al-ğawwiyyah al-malakiyyah as-suʿūdiyyah))

Indkøbte 16 stk. U.S.-byggede F-86F i 1958, og tre mere fra Norge i 1966; Flyene blev tildelt RSAF eskadrille No. 7 i Dharhran.
 Sydafrika
- Sydafrikas Luftvåben (South African Air Force, SAAF)

Fik 22 stk. U.S.-byggede F-86F-30 tildelt som lån under Koreakrigen, og deltog i denne med 2 Squadron SAAF.
 Sydkorea
- Den Koreanske Republiks Luftvåben (koreansk: 대한민국 공군; Hanja: 大韓民國 空軍; Daehanminguk Gong-gun)

Anskaffede 112 stk. U.S.-byggede F-86F samt 10 stk. RF-86F fra 20. Juni 1955; flyene blev tildelt ROKAF 10th Wing. Flyene tjente også ved ROKAFs Black Eagles opvisningshold for årligt tilbagevendende opvisninger fra 1959 til 1966. De sidste F-86 udtrådte af tjeneste i 1990.
 Spanien
- Spaniens Luftvåben (spansk: Ejército del Aire)

Opkøbte 270 stk. U.S.-byggede F-86F i årene 1955–1958; flyene fik typebetegnelsen C.5 og blev tildelt 5 wings: Ala de Caza 1, 2, 4, 5 og 6. Udtrådt af tjeneste i 1972.
 Thailand
- Det Kongelige Thailandske Luftvåben (Royal Thai Air Force, RTAF; thai: กองทัพอากาศไทย, Kong Thap Akat Thai))

Anskaffede 40 stk. U.S.-byggede F-86F i 1962; flyene blev tildelt RTAF eskadrillerne Nos. 12 (Ls), 13 og 43.
 Tunesien
- Tunisian Air Force (Tunisian Air Force; arabisk: القوات الجوية التونسية, El Quwat ej-Jawiya et'Tunsia)

Anskaffede 15 stk. brugte U.S.-byggede F-86F i 1969.
 Tyrkiet
- Tyrkiets Luftvåben (tyrkisk: Türk Hava Kuvvetleri)

Opkøbte 12 stk. U.S.-byggede F-86F.
 Forenede Nationer
- De Forenede Nationers styrke i Congo (ONUC) 1960-1964

Modtog 5 stk. F-86E(M) fra Italien i 1963. Flyene blev fløjet af Filippinske piloter; F-86F enheder fra Etiopien og Iran gjorde også tjeneste i ONUC.
 USA
- United States Air Force

Antal og typer ikke opgjort; findes ikke på en fælles oplistning.
 Venezuela
- Venezuelas Luftvåben (spansk: Fuerza Aérea Venezolana, FAV)

Modtog 30 stk. U.S.-byggede F-86F i perioden Oktober 1955 – December 1960. Flyene blev tildelt Grupo Aéreo De Caza No. 12, og tre andre eskadriller.
 Jugoslavien
- Jugoslaviens Luftvåben (serbokroatisk: Jugoslavensko Ratno zrakoplovstvo, Југословенско Ратно ваздухопловство)

Anskaffede 121 stk. Canadair CL-13 og F-86E, og benyttede dem i adskillige jagerregimenter i årene 1956 - 1971.

### Civile operatører
Jfr. FAAs optegnelser er der 50 privatejede og indregisterede F-86 i USA, heraf et antal Canadair CL-13 Sabres.

## Overlevende fly
Der er mindst 280 Sabres udstillet på museer eller i flyvedygtig stand verden over; en del er end ikke oplistet. Alene i USA er der 23 flyvedygtige og 145 udstillede eksemplarer, og i Japan er der 48 fly. Heraf følger at det falder uden for artiklens rammer helt eller delvis at opliste alle flyene. Enkelte fly fra de nærmeste lande er 'plukket ud' som eksempler:

### Danmark
F-86D
- F-421 - Danmarks Flymuseum, Stauning Lufthavn tæt ved Skjern.[77]

### Norge
F-86F
- 52-5069 - Forsvarets flysamling Gardermoen, Oslo Lufthavn, Gardermoen udenfor Oslo.
- 53-1082 - Flyhistorisk Museum, Sola, Stavanger Lufthavn, Sola, nær Stavanger.

F-86K
- 54-1266 - Flyhistorisk Museum, Sola
- 54-1274 - Forsvarets flysamling Gardermoen
- 54-1290 - Forsvarets flysamling Gardermoen

### Storbritannien
F-86A
- 48-0242 - Midland Air Museum, England.[78]

Canadair Sabre 4
- XB812 - Royal Air Force Museum Cosford.[79]

F-86D
- 51-6171 - North East Aircraft Museum, Sunderland. Det er den eneste 'D' version der er tilbage i UK.[80]

### Tyskland
F-86
- D-9542 - Militärhistorisches museum i Berlin-Gatow.
- JA-111 - Militärhistorisches museum i Berlin-Gatow.

## Specifikationer (F-86F-40-NA)
| Besætning:          | 1                          | Pilot                                                                 |
| Længde:             | 37 ft. 1 in.               | 11,4 m                                                                |
| Højde:              | 14 ft. 1 in.               | 4,5 m                                                                 |
| Spændvidde:         | 37 ft. 0 in.               | 11,3 m                                                                |
| Vingeareal:         | 313,4 ft²                  | 29,11 m²                                                              |
| Tomvægt:            | 11.125 lb                  | 5.046 kg                                                              |
| Max. vægt:          | 15.198 lb                  | 6.894 kg                                                              |
| Max. takeoff vægt:  | 18.152 lb                  | 8.234 kg                                                              |
| Motor:              | General Electric J47-GE-27 | turbojet                                                              |
| Antal:              | 1                          |                                                                       |
| Trykkraft:          | 5.910 lbf                  | 26,3 kN                                                               |
| Max. fart:          | 687 mph                    | 597 kn, 1.106 km/t ved havoverfladen og 14.212 lb (6.447 kg) kampvægt |
| Stallfart:          | 124 mph                    | 108 kn, 200 km/t                                                      |
| Rækkevidde:         | 1.525 mi                   | 1325 nmi, 2.454 km                                                    |
| Max.flyvehøjde:     | 49.600 ft.                 | 15.100 m ved kampvægt                                                 |
| Stigehastighed:     | 9.000 ft/min               | 45,72 m/s ved havoverfladen                                           |
| Tid til flyvehøjde: | 5,2 min                    | 30.000 ft (9.100 m) uden eksterne ophæng                              |
| Vingebelastning:    | 49,4 lb/ft²                | 236,7 kg/m²                                                           |
| Trykkraft/masse:    | 0.42                       |                                                                       |
| Landedistance:      | 2.330 ft                   | 710 m                                                                 |
| Brændstof internt:  | 437 US gallons             | 1.650 L JP-4 jetbrændstof                                             |
| Droptanke:          | 2 x 200 US gallons         | 2 x 760 L                                                             |
| Bevæbning:          |                            |                                                                       |
| Kanoner:            | 6 x 0,50 in (12,7 mm)      | Browning M3 maskingeværer med i alt 1.800 skud                        |
| Raketter:           | Flere typer, f.eks. 2 x    | Matra raketstyr med 18 stk. SNEB 68 mm pr.stk.                        |
| Bomber:             | 5.300 lb.                  | 2.400 kg                                                              |

Flyet havde fire hardpoints under vingerne. De to inderste kunne anvendes til droptanke, så bomber blev oftest båret på de to yderste. Et stort udvalg af bomber kunne anvendes; den maksimale standardbelastning var 2 stk. 1.000 lb. bomber plus to droptanke. Der kunne også medbringes beholdere til napalm eller et taktisk kernevåben.

### Citater
1. 1 2  Winchester 2006, p. 184.
2. 1 2 3  Knaack 1978, p. 52.
3. ↑  "MiG-15 'Fagot'." Arkiveret 27. juli 2011 hos  Wayback Machine mnangmuseum.org. Hentet 19. juli 2011.
4. ↑  Goebel, Greg. "Sabre Ancestor: FJ-1 Fury." vectorsite.net. Hentet 19. juli 2011.
5. ↑  "FJ-1 Fury." globalsecurity.org. Hentet 20. august 2010.
6. 1 2 3  Werrell 2005, s. 5.
7. ↑  Werrell 2005, s. 6.
8. 1 2  "North American F-86." Aviation History On-line Museum. Hentet 20. august 2010.
9. 1 2  Lednicer, David. "The Incomplete Guide to Airfoil Usage." Arkiveret 19. juli 2011 hos  Wayback Machine ae.illinois.edu, 15. oktober 2010. Hentet 19. juli 2011.
10. 1 2  Blair, Mac. "Evolution of the F-86" AIAA Evolution of Aircraft Wing Design Symposium, 18. marts 1980.
11. ↑  Radinger and Schick 1996, p. 15.
12. ↑  Willy and Schick 1996, p. 32.
13. ↑  Bevan, Duncan. "F-86 Sabre wings explained." Arkiveret 26. juli 2011 hos  Wayback Machine tripod.com. Hentet 7. juni 2011.
14. 1 2  Werrell 2005, s. 9–10.
15. ↑  "North American F-86 Sabre (Day-Fighter A, E and F Models)." National Museum of the United States Air Force. Hentet 7. juni 2011.
16. ↑  Wagner, The North American Sabre Hentet 20. august 2010.
17. ↑  Al Blackburn, Aces Wild
18. ↑  "Aeronautics and Astronautics Chronology, 1945–1949." Arkiveret 11. november 2020 hos  Wayback Machine NASA. Hentet 20. august 2010.
19. ↑  Leyes 1999, pp. 243, 530.
20. ↑  Goebel, Greg. "F-86E Through F-86L." faqs.org. Hentet 20. august 2010.
21. ↑  "North American F-86H Sabre (Fighter-Bomber)." nationalmuseum.af.mil. Hentet 20. august 2010.
22. ↑  Dunlap 1948, pp. 310–311.
23. ↑  Hoover 1997, pp. 184–185.
24. ↑  Hoover 1997, p. 184.
25. 1 2  Thompson, Warren. "Sabre: The F-86 in Korea." Flight Journal, December 2002. Hentet 30. juni 2011.
26. 1 2 3  Ray Wagner, The North American Sabre
27. 1 2  "Fact Sheet: The United States Air Force in Korea." Arkiveret 16. juli 2007 hos  Wayback Machine National Museum of the United States Air Force. Hentet 7. juni 2011.
28. 1 2  " 'Bud' Mahurin." Arkiveret 30. december 2019 hos  Wayback Machine acepilots/com. Hentet 20. august 2010.
29. ↑  Zampini, Diego. "Lt. Col. George Andrew Davis." Arkiveret 22. oktober 2018 hos  Wayback Machine acepilots.com, 8. juli 2011. Hentet 20. august 2010.
30. ↑  "USAF Organizations in Korea, Fighter-Interceptor 4th Fighter-Interceptor Wing." Maxwell Air Force Base. Hentet 30. juni 2011.
31. ↑  Thompson and McLaren 2002
32. ↑  Dorr, Robert F., Jon Lake and Warren E. Thompson. Korean War Aces. London: Osprey Publishing, 2005. ISBN 1-85532-501-2.
33. ↑  Sewell, Stephen L. "Russian Claims from the Korean War 1950–53." korean-war.com. Hentet 19. juli 2011.
34. ↑  Zhang, Xiaoming. Red Wings over the Yalu: China, the Soviet Union, and the Air War in Korea. College Station, Texas: Texas A&M University Press, 2002. ISBN 1-58544-201-1.
35. ↑  Stillion, John and Scott Perdue. "Air Combat Past, Present and Future." Arkiveret 6. oktober 2012 hos  Wayback Machine Project Air Force, Rand, August 2008. Hentet 11. marts 2009.
36. ↑  Igor Seidov and Stuart Britton. Red Devils over the Yalu: A Chronicle of Soviet Aerial Operations in the Korean War 1950-53 (Helion Studies in Military History). Helion and Company 2014. ISBN 978-1-909384-41-5. Page: 554.
37. ↑  Zhang, Xiaoming. Red Wings over the Yalu: China, the Soviet Union, and the Air War in Korea (Texas A&M University Military History Series). College Station, Texas: Texas A&M University, 2002. ISBN 978-1-58544-201-0.
38. ↑  Kum-Suk No and J. Roger Osterholm. A MiG-15 to Freedom: Memoir of the Wartime North Korean Defector who First Delivered the Secret Fighter Jet to the Americans in 1953. McFarland, 2007. ISBN 978-0-7864-3106-9. Page 142.
39. ↑  "Arkiveret kopi" (PDF). Arkiveret fra originalen (PDF) 17. juni 2019. Hentet 31. maj 2017.
40. ↑  "Planes of Perrin, North American F-86L "Dog Sabre." perrinairforcebase.net. Hentet 20. august 2010.
41. ↑  Robbins, Robby. "323 Death Rattlers." Arkiveret 29. maj 2015 hos  Wayback Machine inreach.com. Hentet 20. august 2010.
42. ↑  Hussain, Air Commodore Jamal (Ret'd) J. "Excellence in Air Combat: PAF's Forte." Arkiveret 25. august 2019 hos  Wayback Machine Pakistan's Defence Journal. Hentet 20. august 2010.
43. ↑  "Pakistan's Air Power." Flight International, 5. maj 1984, p. 1208 via FlightGlobal.com, Hentet 22. oktober 2009.
44. ↑  "BBC report on PAF 1965." YouTube. Hentet 16. november 2012.
45. 1 2  "1965 Losses." Arkiveret 21. juli 2006 hos  Wayback Machine bhart-rakshak.com. Hentet 20. august 2010.
46. ↑  Rakshak, Bharat. "IAF Kills in 1965." Arkiveret 5. november 2006 hos  Wayback Machine bharat-rakshak.com. Hentet 20. august 2010.
47. ↑  Fricker, John. Battle for Pakistan: The Air War of 1965. citat:"... før vi havde drejet 270 grader af vendingen, med omkring 12 grader pr. sekund, var alle fire Huntere blevet skudt ned."
48. ↑  Tufail, Air Cdre M. Kaiser. "Alam's Speed-shooting Classic." Arkiveret 25. december 2018 hos  Wayback Machine defencejournal.com. Hentet 20. august 2010.
49. 1 2  "Devastation of Pathankot." Arkiveret 30. september 2007 hos  Wayback Machine Defence Journal, September 2000. Hentet 20. august 2010.
50. 1 2  "Tail Choppers: Birth of a Legend." Arkiveret 15. september 2019 hos  Wayback Machine Defence Journal, December 1998. Hentet 20. august 2010.
51. ↑  "A Hero Fades Away." Arkiveret 8. september 2019 hos  Wayback Machine Defence Journal, Feb–Mar. 1999. Hentet 20. august 2010.
52. ↑  ""India and Pakistan: Over the Edge." Arkiveret 19. juli 2013 hos  Wayback Machine Time, 13 December 1971. Hentet 11. marts 2009.
53. ↑  Tufail, Air Cdre M. Kaiser."It is the Man Behind the Gun." Arkiveret 12. november 2020 hos  Wayback Machine defencejournal.co, 2001. Hentet 25. november 2015.
54. ↑  "IAF Losses in 1971." Arkiveret 7. september 2006 hos  Wayback Machine Bharat Rakshak.com. Hentet 20. august 2010.
55. ↑  "1971 Indo-Pakistani war." Arkiveret 25. februar 2020 hos  Wayback Machine subcontinent.com. Hentet 30. junio 2011.
56. ↑  "Bangladesh, The Liberation War." memory/loc.gov. Hentet 30. juni 2011.
57. ↑  Singh et al. 2004, p. 30.
58. 1 2  Sauter, Mark. "Ghost pilots and mystery aircraft of the Korean War." Korean Confidential, 4. december 2012. Hentet 31. marts 2013. Arkiveret 15. februar 2015 hos  Wayback Machine
59. ↑  Davies 2009, p. 21.
60. ↑  "Soviet Sabre." Captured Planes. Hentet 30. juni 2011.
61. ↑  Michel 2007, p. 333.
62. ↑  Davis, Larry H. "We interview Les Waltman." Arkiveret 27. marts 2012 hos  Wayback Machine Sabre-pilots.org. Hentet 19. juli 2011.
63. ↑  "North American YF-93A Fact Sheet." National Museum of the United States Air Force. Hentet 20. august 2010.
64. ↑  Thompson and McLaren 2002, pp. 139–155.
65. ↑  "Arkiveret kopi" (PDF). Arkiveret fra originalen (PDF) 17. februar 2017. Hentet 31. maj 2017.
66. ↑  "Sabre." RAAF Museum. Hentet 20. august 2010.
67. ↑  Wilson 1994, s. 73–74.
68. ↑  Wilson 1989, s. 110.
69. ↑  Wilson 1994, s. 74
70. ↑  Joos 1971, p. 3.
71. ↑  Dorr 1993, pp. 65–96.
72. ↑  Schrøder 1991, p. 62.
73. 1 2  Baugher, Joe. "F-86 Foreign Service." Arkiveret 31. januar 2019 hos  Wayback Machine USAAC/USAAF/USAF Fighter and Pursuit Aircraft: North American F-86 Sabre. Hentet 20. august 2010.
74. ↑  Hayes, Paul. "Achtung Saberjetz - Teaching the New Luftwaffe." Arkiveret 21. juli 2017 hos  Wayback Machine Vintage Wings, 2011. Hentet 13. juli 2012.
75. 1 2  "FAA Registry: F-86." Arkiveret 4. december 2015 hos  Wayback Machine FAA. Hentet 17. maj 2011.
76. 1 2  Engelsksproget oplistning af overlevende fly" en.Wikipedia.org Besøgt: 31 Maj 2017.
77. ↑  Danmarks Flymuseum "F-86D Sabre" Besøgt 31. Maj 2017
78. ↑  Midland Air Museum "F-86 Sabre/48-0242." Arkiveret 12. juli 2009 hos  Wayback Machine Midland Air Museum. Hentet 13. marts 2013.
79. ↑  "Canadair Sabre 4/XB812." Royal Air Force Museum Cosford. Hentet 13. marts 2013.
80. ↑  "F-86 Sabre/51-6171." North East Aircraft Museum. Hentet 13. marts 2013.
81. ↑  Wagner 1963, p. 145.